# Chrysolina vernalis
Chrysolina vernalis é uma espécie de artrópode pertencente à família Chrysomelidae.